# Scaramouche (personaggio)
Scaramouche è il personaggio creato da Rafael Sabatini per il suo romanzo Scaramouche del 1921.

## Film
- Scaramouche (1923)
- Scaramouche (Scaramouche) (1952)
- Scaramouche (1956) Serie TV
- Le avventure di Scaramouche (La máscara de Scaramouche) (1963)
- Scaramouche (1965) Miniserie TV
- Sulle orme di Scaramouche (Hauptmann Florian von der Mühle) (1968)
- La grande avventura di Scaramouche (1972)
- Da Scaramouche or se vuoi l'assoluzione baciar devi sto... cordone! (1973)
- Le avventure e gli amori di Scaramouche (1976)